# Sri Lanka nos Jogos Olímpicos de Verão de 1992
O Sri Lanka competiu nos Jogos Olímpicos de Verão de 1992, realizados em Barcelona, Espanha.